# Protreptik

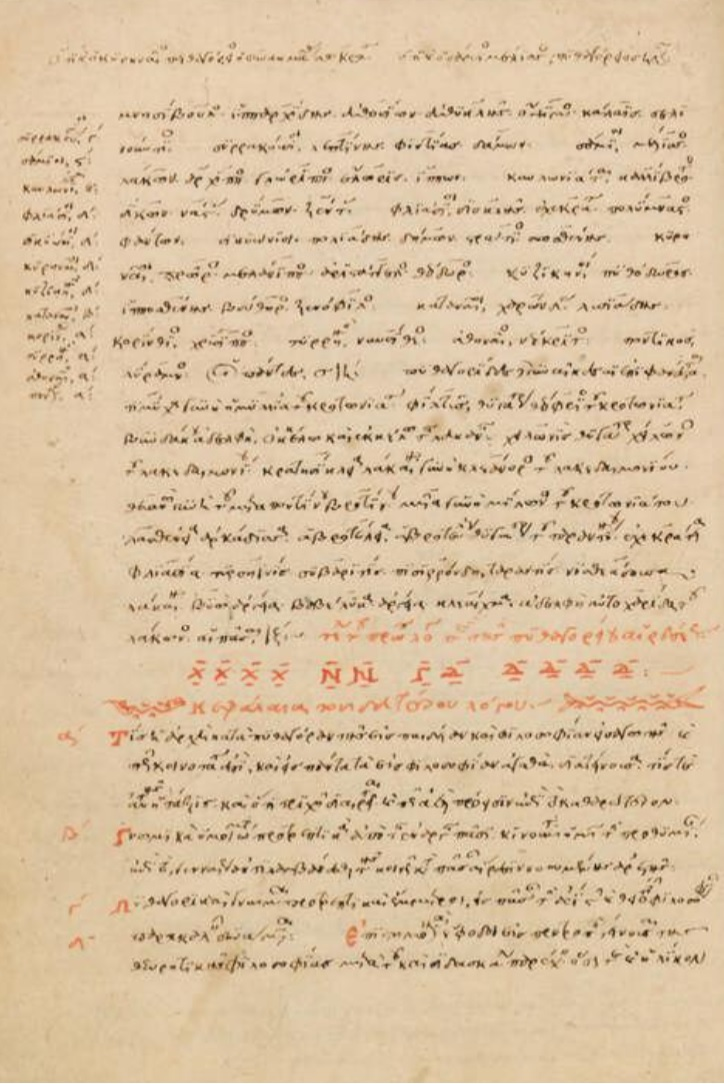
Der Anfang des Protreptikos des Philosophen Iamblichos in der ältesten und wichtigsten Handschrift: Florenz, Biblioteca Medicea Laurenziana, Plut. 86.3, fol. 46v (14. Jahrhundert)

Protreptik (von altgriechisch προτρεπτικός protreptikós, hier im Sinne von ‚hinführend‘) ist die moderne Bezeichnung für die antike Kunst des Werbens für ein Ziel. Im engeren Sinn ist die eigens zu diesem Zweck produzierte Literatur gemeint. Diese umfasst die Texte, die darauf abzielen, das lesende oder einem Redner zuhörende Publikum vom Wert eines Fachgebiets oder einer Betätigung, Lebensweise oder Religion zu überzeugen. Ein protreptisches Werk (altgriechisch προτρεπτικὸς [λόγος] protreptikós [lógos] ‚hinführende [Rede]‘ im Sinne von „Werberede“ oder „Werbeschrift“, lateinisch protrepticus) soll den Leser begeistern und dazu bewegen, sich dem betreffenden Wissensgebiet und Ziel zuzuwenden.
Die protreptischen Schriften der Antike warben meist für die Hinwendung zur Philosophie. Damit war sowohl die philosophische Suche nach Wahrheit und Aneignung von Wissen als auch die entsprechende Haltung und Lebensweise gemeint. Die philosophische Protreptik betonte gewöhnlich die Forderungen der Ethik und ermunterte zum Erwerb und zur Pflege der Arete, der Tugend oder seelischen Tüchtigkeit. Als Hauptziel und höchstes Gut wurde dem Publikum aber nicht die Tauglichkeit und Bewährung im sozialen Leben vor Augen gestellt, sondern in der Regel die Erlangung des ausgeglichenen und glücklichen Gemütszustands der Eudaimonie. Dieser galt als Folge der Einsicht in die tatsächlichen Weltzusammenhänge, die den philosophiefernen Menschen verborgen seien. Einem anderen Zweck diente die religiöse Protreptik der antiken Christen, die deren Weltbild und Wertesystem propagierte.
Die philosophische Protreptik setzte im 5. Jahrhundert v. Chr. ein und blühte noch in der Spätantike. Profilierte Autoren auf diesem Gebiet waren Aristoteles und Cicero, von deren einschlägigen Werken aber nur Bruchstücke erhalten geblieben sind. Die moderne Forschung hat sich intensiv mit der Sichtung des überlieferten Materials und Versuchen der Rekonstruktion beschäftigt. Die Frage, ob die Protreptik neben der Paränese als eigenständige Literaturgattung gelten soll, wird kontrovers diskutiert und heute überwiegend verneint.

## Begriff, Merkmale und Ziele
Der moderne Ausdruck geht letztlich auf das griechische Verb προτρέπειν protrépein zurück, das „[jemanden zu etwas] hinwenden“, „aufmerksam machen“, „anregen“, „ermuntern“ bedeutet. Das zugehörige Adjektiv προτρεπτικός protreptikós – bezogen auf lógos (Rede, Abhandlung) oder substantiviert – wurde in der Antike zur Bezeichnung der einschlägigen Werke, der Protreptikoi, verwendet. Eine Anzahl von Schriften, meist aus dem Bereich der Philosophie oder der Religion, trugen den Titel Protreptikos, mit oder ohne nähere Bestimmung. Da die wichtigsten Quellen nicht erhalten geblieben sind, ist eine präzise Definition und Beschreibung der Protreptik schwierig und problematisch.
Die Abgrenzung von dem verwandten Begriff der Paränese oder Paränetik (Ermahnung, Beratung) ist unscharf. Während protreptische Schriften primär auf Gewinnung neuer Anhänger ausgerichtet sind, mahnen paränetische hauptsächlich zu sinnvoller Lebensführung und stellen dafür Regeln auf. Wegen der ähnlichen Thematik gibt es aber zwischen ihnen Berührungen und Überschneidungen. Die Terminologie variiert in der Fachliteratur ebenso wie in den antiken Quellen: Entweder werden Protreptik und Paränese als zwei separate Bereiche unterschieden, oder der Ausdruck Protreptik dient als umfassende Bezeichnung für alle einladenden, auffordernden und ermahnenden Werke, wobei die Paränese als Sonderform erscheint. Der letztgenannte Sprachgebrauch kann sich darauf stützen, dass in manchen Quellen die Ausdrücke austauschbar sind und in Werktiteln protreptikos häufiger vorkommt als parainesis. Allerdings bieten andere Quellen Anhaltspunkte für eine klare begriffliche Scheidung. Wenn beide Aspekte in einem Werk vorliegen, ist zwischen der protreptischen und der paränetischen Funktion zu unterscheiden.
Der Hauptunterschied besteht darin, dass sich die Protreptik in erster Linie an Außenstehende wendet, die dem betreffenden Wissensgebiet, Tätigkeitsbereich und Ziel noch distanziert oder unwissend begegnen, während Paränese die bereits Zugehörigen zu Beharrlichkeit im Bemühen auffordert, damit auf einem bereits eingeschlagenen, oft schwierigen Weg Fortschritte erzielt werden. Demgemäß hat die Protreptik einführenden Charakter und neigt zu einer ausgedehnten Beweisführung, während paränetische Literatur oft eine Auflistung von Ratschlägen bietet.
In der antiken Praxis waren jedoch die Überschneidungen beträchtlich, denn das Publikum, das auffordernde Werke las oder hörte, war wahrscheinlich überwiegend gemischt. Es wies ein breites Spektrum auf, das von engagierten Anhängern bis zu Skeptikern und Gegnern reichte, die erst von der Sinnhaftigkeit und Überlegenheit des empfohlenen Wegs überzeugt werden mussten. Autoren, die einen breit gefächerten Rezipientenkreis erreichen wollten, waren sich der Notwendigkeit bewusst, gleichzeitig protreptische und paränetische Ziele zu verfolgen. Dies galt insbesondere angesichts der Konkurrenzsituationen, in denen es darauf ankam, sich mit Argumenten gegen rivalisierende Lehren durchzusetzen und zugleich in der Praxis der eigenen Anhängerschaft für Wahrhaftigkeit und Glaubwürdigkeit zu sorgen.
In der Auseinandersetzung mit konkurrierenden Angeboten der Lebensgestaltung bemühten sich die Protreptiker, ihre Position zu rechtfertigen und gegnerische Ansichten in Misskredit zu bringen. Dabei zeigte sich eine ausgeprägte Aggressivität gegenüber anderen Meinungen, gegen die polemisiert wurde.
Rivalität prägte insbesondere das apologetische Schrifttum der antiken Christen. Dort wurde bezweckt, das Christentum gegen die Kritik paganer Gegner zu verteidigen, in der Absicht, Abtrünnige zurückzugewinnen, Schwankende im eigenen Lager zu halten und Verunsicherten Halt zu geben. Überdies sollten die eigenen Anhänger mit einem Weckruf zu verstärkten Anstrengungen auf ihrem Weg ermahnt werden oder nötigenfalls zu Reue und Umkehr bewogen werden. Dabei bestand eine Frontstellung sowohl zwischen Christen und Nichtchristen als auch zwischen der „Großkirche“ und „häretischen“ Strömungen innerhalb des Christentums. So kam es zu beträchtlichen Überschneidungen zwischen protreptischen, paränetischen und apologetischen Zielen.
Die Uneinheitlichkeit der protreptischen Literatur macht die Klassifizierung und die Beschreibung struktureller Merkmale schwierig. Nur in Einzelfällen ist eine zwei- oder dreiteilige Struktur erkennbar, wobei ein Abschnitt des Werks die Vorzüge der empfohlenen Lebensweise preist, ein anderer auf die Gegner und ihre Einwände eingeht und gegebenenfalls ein dritter das Publikum direkt ermahnt.
Generell kamen für einen philosophischen Protreptiker zwei Vorgehensweisen in Betracht: die positive, die darin bestand, die Tugend anzupreisen sowie Vorbilder zu schildern und zur Nachahmung zu empfehlen, und die negative, deren Ausgangspunkt fundamentale Kritik an der Widersprüchlichkeit und Verfehltheit der unphilosophischen Lebensweise des jeweils angesprochenen Publikums war. Über die Frage, welche Methode zu bevorzugen sei, gingen die Meinungen auseinander. Ein namhafter Wortführer der negativen Richtung war der kaiserzeitliche Ethiker Epiktet. Er wandte sich nachdrücklich gegen Redner, die unter Protreptik bloße Lobreden und Ermunterungen verstanden. Epiktet meinte, die Aufgabe der Protreptik sei nur das Aufrütteln: Sie solle den Angesprochenen zeigen, dass sie auf einem Irrweg seien, wenn sie zwar versuchten, die Eudaimonie zu erlangen, das heißt ein gelungenes Leben zu führen, aber dieses Ziel mit ungeeigneten Mitteln zu verwirklichen trachteten, statt sich der Philosophie zuzuwenden und sich um Tugend zu bemühen. Im Sinne dieses Konzepts bestimmte Epiktet die protreptische Art des Philosophierens als diejenige, die dem Adressaten den Widerspruch zeigt, in dem er lebt, um dann an das Aufzeigen des Übelstands den Aufruf zu dessen Beseitigung zu knüpfen. Verbreitet war die Verwendung medizinischer Metaphern; der Protreptiker trat als Therapeut auf, der den infolge seiner Unwissenheit seelisch „erkrankten“ Adressaten zu heilen hatte, wobei er ihm zunächst die Medizin der Protreptik verabreichte.
Ein inhaltliches Merkmal der protreptischen Literatur, das sie mit der Diatribe, einer verwandten Textsorte, teilt, ist die Erörterung des Werts der verschiedenen Güter. Dabei werden die äußeren und körperlichen Güter wie edle Herkunft, Freundschaften, Reichtum, gute und zahlreiche Nachkommen, Gesundheit, Schönheit, Stärke, Ansehen und günstige Schicksalsfügungen als relativ unwesentlich abgewertet. Aus der Sicht der Protreptiker sind sie von Natur aus problematisch und erweisen sich als fragwürdige Lebensziele, da sie keinen dauerhaft völlig befriedigenden Zustand gewährleisten können. Die inneren Güter – gemeint sind gewöhnlich die Grundtugenden und die Weisheit – werden als ausschlaggebend für ein gelungenes Leben dargestellt, und die Philosophie wird als der Weg zur Erreichung dieses Ziels angepriesen.
Als höchstes unter den inneren Gütern gilt in der Protreptik die Weisheit, die durch wissenschaftliches Bemühen erlangte Einsicht in grundlegende Sachverhalte. Sie sei wichtiger als alle anderen Lebensinhalte einschließlich der Grundtugenden. Forschung und Erkenntnis als Selbstzweck seien nicht nur weitaus wertvoller als jeder praktische Nutzen und äußere Gewinn, sondern auch gegenüber den ethischen Qualitäten höherrangig. Nicht das Wissen müsse für etwas anderes nützlich sein, sondern das Nützliche habe dem Erwerb und Genuss des Wissens zu dienen. Aristoteles und die ihm folgenden späteren Protreptiker waren der Ansicht, die höchste Lebensform sei das „betrachtende Leben“ (bíos theōrētikós) des Philosophen, das lateinisch vita contemplativa genannt wurde. Es sei höher zu schätzen als das praktisch tätige Leben (bíos praktikós, vita activa), die politische und soziale Aktivität. Diese Behauptung wird in der protreptischen Literatur anhand eines Gedankenexperiments plausibel gemacht, das ursprünglich von Aristoteles stammt und bei Cicero in einer ausführlichen Version überliefert ist. Man soll sich vorstellen, es gebe die Möglichkeit, auf den paradiesischen „Inseln der Seligen“ zu leben, wo der griechischen Mythologie zufolge von den Göttern begünstigte unsterbliche Menschen ein sorgenfreies Dasein in vollendeter Glückseligkeit genießen. Dort braucht man keine Beredsamkeit, da es keine Prozesse gibt; man benötigt keine Tapferkeit, weil das Leben von Mühen und Gefahren frei ist, keine Gerechtigkeit, da Konflikte um Besitz ausgeschlossen sind, und keine Selbstzucht, da schädliche Begierden nicht vorkommen können. Nicht einmal Klugheit ist erforderlich, denn man muss sich nicht mehr zwischen Gutem und Schlechtem entscheiden. Wenn somit die Tugenden und tugendhaften Betätigungen überflüssig werden, bleibt nur noch ein einziges hohes Gut als Quelle der Glückseligkeit übrig: das Denken und geistige Betrachten, das heißt die Weisheit oder Wissenschaft. Ihr wendet sich der freie Wille zu, wenn jeder Zwang der Notwendigkeiten weggefallen ist. Also ist das Erkennen und Wissen das höchste Gut und das eigentliche Ziel des Lebens und der Philosophie.

## Geschichte
Die Geschichte der Protreptik beginnt – soweit erkennbar – im 5. Jahrhundert v. Chr. und endet in der Spätantike. Da nur ein geringer Teil der einschlägigen Werke erhalten geblieben ist und gerade die maßgeblichen verloren sind, ist jeder Versuch, eine Entwicklungslinie zu ermitteln, mit beträchtlicher Unsicherheit behaftet. Angesichts der ungünstigen Quellenlage ist mit der Möglichkeit zu rechnen, dass ein verzerrtes Bild entsteht. Immerhin zeigt der erstmals in der griechischen Klassik und zuletzt in der Spätantike bezeugte Gebrauch des Werktitels Protreptikos, dass man mit dieser Bezeichnung eine klare Vorstellung verband, die auch von dem jüdischen Denker Philon von Alexandria und von christlichen Autoren übernommen wurde. Schwer zu erkennen ist allerdings, inwieweit diese Vorstellung im Lauf der Jahrhunderte Wandlungen durchmachte. Anscheinend stand in der Anfangszeit das Bestreben im Vordergrund, die nicht auf eine bestimmte Lehre oder Ausrichtung festgelegten Leser oder Hörer zu einem Wandel der Lebensform aufzurufen. In der christlichen Welt hingegen bestand das Zielpublikum vor allem aus Personen, deren grundsätzliche Entscheidung für ihren religiösen Lebensweg bereits gefällt war und die nun zu weiteren Schritten ermuntert werden sollten.

### Griechische Philosophie und Bildung

#### Klassik
Die Ausgangsbasis für das Aufkommen der Protreptik bildete das Auftreten der Sophisten, der Vertreter einer umstrittenen Bildungsbewegung, die im späten 5. Jahrhundert v. Chr. in Athen großes Aufsehen erregte. Die Sophisten boten eine Ausbildung außerhalb des herkömmlichen Unterrichtssystems an, für die sie Bezahlung forderten. Manche von ihnen befassten sich mit Fragen, die später zu wichtigen Themen der Philosophie wurden. Da fast alle Sophisten umherziehende Fremde ohne Bürgerrecht waren, mussten sie, um als Wanderlehrer vom Unterricht leben zu können, für ihr Angebot, nützliche Fähigkeiten zu vermitteln, Werbung treiben. Dies geschah sowohl im persönlichen Gespräch als auch in öffentlichen Reden, in denen sie den Wert der Kenntnisse, die sie den Schülern beizubringen versprachen, anpriesen. Davon ist nur wenig überliefert. Immerhin zeigen einzelne erhaltene Texte – die Dissoi logoi und der im Zeitraum zwischen 340 und 323 v. Chr. entstandene Erotikos logos des Pseudo-Demosthenes als späte Abwandlung der sophistischen Werberede – protreptische Motive. Weiteres geht aus der parodierenden Darstellung in Dialogen Platons hervor. Zu den wesentlichen Elementen dieser Protreptik zählten die Anpreisung einer erlernbaren Kompetenz wie etwa rhetorischer Fähigkeiten, die Vorführung von Kostproben der sophistischen Redekunst und die Darlegung des praktischen Nutzens, der in einer Steigerung der Leistungsfähigkeit und dem daraus resultierenden Wohlergehen bestehe. Damit verbunden war die Warnung, dass man ohne das angebotene Wissen hilflos sei. Hinzu kam die Verteidigung gegen ablehnende oder konkurrierende Meinungen.
Bei der Empfehlung ihres Lehrprogramms konnten die Sophisten auf Motive zurückgreifen, die sie in der älteren Dichtung vorfanden, insbesondere in der Adelsdichtung, die den vorbildlichen Einsatz in Situationen des Kampfes und des Wettstreits verherrlichte und so die ruhmbegierige Jugend zur Nachahmung anspornte. Dieser Ansatz appellierte an den stark entwickelten Wettkampfgeist. Er zielte darauf ab, dem Angesprochenen sein Zurückbleiben hinter dem gepriesenen Tüchtigkeitsideal vor Augen zu stellen und ihm damit einen Handlungsbedarf aufzuzeigen. Die Sophisten wandelten die Motivierungsmethode der Dichter ab, indem sie in ihrer Werbung die Erreichung des Lebensziels, durch Tüchtigkeit Ruhm zu erlangen, vom Besitz der rhetorischen Technik abhängig machten. So gelang es ihnen, das Verlangen nach einer besonderen Ausbildung hervorzurufen.
Sokrates, der ein profilierter Gegner der Sophistik war, griff deren protreptische Elemente auf und gestaltete sie um. Er selbst verfasste zwar keine Schriften, doch lässt die Dialogliteratur seiner Schüler, der Sokratiker, erkennen, dass er mündlich Protreptik für seine Philosophie betrieb. Als Ziel stellte er die Erlangung der Arete, einer im Sinne von Tugend aufgefassten Tüchtigkeit, in Aussicht. Gegner warfen ihm vor, seine Protreptik sei zwar erfolgreich, doch sei er außerstande, seine Schüler zum versprochenen Ziel zu führen. Die namhaften Sokratesschüler Antisthenes und Aristippos von Kyrene, die selbst neue Richtungen initiierten, verfassten Protreptikoi.
Platon, der bekannteste Schüler des Sokrates, schrieb zahlreiche literarisch gestaltete Dialoge, in denen sein Lehrer oft als dominierende Gestalt auftritt. Diese Werke sind nicht explizit protreptisch, aber zum Zweck der Verbreitung der platonischen Philosophie konzipiert; nur eine implizite Protreptik, die ihr Ziel indirekt erstrebt, lässt sich dort eruieren. Eindeutig protreptischen Charakter weist nur der Platon zugeschriebene, aber möglicherweise nicht authentische Dialog Alkibiades I auf. Im Euthydemos ist protreptisches Gedankengut präsent: Sokrates beweist, dass alle Güter ohne Weisheit wertlos sind, und regt seinen jugendlichen Gesprächspartner Kleinias zur Suche nach diesem Gut an. Dabei ist das Ziel nicht, ein Bedürfnis zu erzeugen, vielmehr soll ein bereits vorhandenes Bedürfnis mit seinem Objekt verbunden werden. Auch der berühmte Redner Isokrates, ein Widersacher Platons, verfasste beratende Reden, die von manchen Forschern zur protreptischen, von anderen zur paränetischen Literatur gezählt werden. Jedenfalls verfolgte Isokrates unter anderem ein protreptisches Ziel. Er wollte sein Publikum aber nicht für eine philosophische Theorie gewinnen, sondern für sein Bildungskonzept, das von anerkannten Normen ausging und auf praktisch verwertbare Fertigkeiten abzielte, insbesondere auf die politische Praxis.
Die bekannteste und einflussreichste Hinführung zur Philosophie war der Protreptikos des Aristoteles. Dieses heute nur in Fragmenten vorliegende Werk, eine Frühschrift des Autors, entfaltete eine bedeutende Wirkung. Es scheint das Vorbild für spätere Texte solcher Art gewesen zu sein. Sicher ist, dass es eine typische philosophische Protreptik war, die den Leser aufforderte, sich für die empfohlene Lebensform zu entscheiden. Dabei ging es dem Autor in erster Linie um die Hinwendung zur Philosophie ganz allgemein, nicht um die Besonderheit seines eigenen Systems. Die in der älteren Forschung verbreitete Meinung, der aristotelische Protreptikos sei ein Dialog gewesen, trifft wahrscheinlich nicht zu; vielmehr handelte es sich um ein Sendschreiben, das Aristoteles wohl in den vierziger Jahren des 4. Jahrhunderts an einen zyprischen Herrscher namens Themison richtete. Der Philosoph schlug dem Machthaber vor, seine beträchtlichen äußeren Güter in den Dienst der Philosophie zu stellen. Aristoteles wandte sich aber nicht nur an seinen zyprischen Adressaten, sondern hatte ein breiteres Lesepublikum philosophischer Laien im Auge, das er mit der Veröffentlichung des Werks erreichen wollte, vor allem die athenische Jugend. Daher schrieb er es in stilistisch ausgefeilter Kunstprosa, im Gegensatz zu seinen in nüchternem Stil gehaltenen fachwissenschaftlichen Schriften.
In der Forschung ist die Ansicht verbreitet, man könne Aufbau und Inhalt dieses Protreptikos aus mutmaßlichen Zitaten bei dem spätantiken Autor Iamblichos rekonstruieren. Gegen die Rekonstruktionsversuche wird allerdings geltend gemacht, es handle sich um unbeweisbare Hypothesen. Ein Kerngedanke des Sendschreibens war jedenfalls die These, dass der menschliche Geist als wichtigster Teil der Seele dazu berufen sei, die Wahrheit zu erkennen, und dass die Wahrheit um ihrer selbst willen zu suchen sei. Es wurde besonders betont, dass das vom Bemühen um solche Erkenntnis geprägte philosophische Leben mit größter Freude verbunden sei. Außerdem sei die philosophische Einsicht durchaus für das praktische Leben förderlich. Auch anderen Werken des Aristoteles, insbesondere seiner Nikomachischen Ethik, ist eine protreptische Zielsetzung zugeschrieben worden.

#### Hellenismus
In der hellenistischen Zeit entstand eine erhebliche Anzahl Protreptikoi, von denen keiner das Ende der Antike überdauerte. Als Autoren solcher Werke nennt der Philosophiegeschichtsschreiber Diogenes Laertios die Peripatetiker Theophrast und Demetrios von Phaleron, die Stoiker Kleanthes, Persaios von Kition und Ariston von Chios, den Kyniker Monimos sowie Epikur, den Gründer der epikureischen Schule. Mit Epikur setzte außerdem die protreptische Briefliteratur ein. Die Stoiker Chrysippos und Poseidonios verfassten Abhandlungen Über das Werben (Peri tou protrepesthai), von denen wenige Fragmente erhalten geblieben sind. Der Peripatetiker Chamaileon schrieb einen Protreptikos, in dem er den ethischen Wert der Musik betonte.
Zur Theorie der Protreptik äußerten sich zwei namhafte späthellenistische Denker in der Tradition des Platonismus, Philon von Larisa und Eudoros von Alexandria. Philon war der letzte Scholarch der platonischen Akademie. Er verglich die Aufgabe des Philosophen, den er als Seelenarzt auffasste, mit der des Arztes. Beide seien in ihrem jeweiligen Zuständigkeitsbereich heilend tätig, und beide hätten zuerst Überzeugungsarbeit zu leisten, denn dem Philosophieschüler müsse ebenso wie dem Patienten zunächst die Zweckmäßigkeit des empfohlenen Vorgehens und dessen Überlegenheit gegenüber möglichen Alternativen einsichtig gemacht werden, bevor konkrete Schritte unternommen werden könnten. Der Mittelplatoniker Eudoros von Alexandria bestimmte die Aufgabe der Protreptik als Darstellung von Tugend und Laster unter gesamtheitlichem Aspekt, im Gegensatz zur Erörterung der einzelnen Tugenden. Daneben berichtete Eudoros von einer Begriffsverwendung, der zufolge die praktische Ethik in drei Bereiche gegliedert ist, von denen einer die Protreptik ist.

#### Kaiserzeit
Aus der römischen Kaiserzeit einschließlich der Spätantike sind vier griechische Texte nichtchristlicher Autoren mit dem Titel Protreptikos ganz oder teilweise überliefert: der als allgemeine Einleitung dienende erste Teil einer von dem berühmten Arzt Galen verfassten „Werbung für die Heilkunst“, deren Rest verloren ist, der philosophische Protreptikos des Neuplatonikers Iamblichos und zwei Reden des spätantiken Philosophen und Rhetors Themistios. Das Werk des Iamblichos entstand im frühen 4. Jahrhundert als zweites der zehn Bücher seiner Gesamtdarstellung des Pythagoreismus, deren ursprünglicher Titel nicht bekannt ist. Es führt generell in die Philosophie ein und behandelt speziell die spezifisch pythagoreische Lehre und Lebensweise. Dieser Protreptikos besteht weitgehend aus Paraphrasierungen und Zitaten. Die beiden Reden des Themistios sind im Titel als Protreptiken gekennzeichnet; die eine ist an den Thronfolger Valentinianus Galates gerichtet, die andere an die Einwohner der Stadt Nikomedia. Von einer protreptischen Absicht geprägt ist auch eine Reihe weiterer Werke, darunter die dreizehnte Rede des Dion Chrysostomos, mehrere Schriften Plutarchs, Epiktets Lehrgespräche und Mark Aurels Selbstbetrachtungen.
Die von starkem Selbstbewusstsein getragene Werbung der Protreptiker stieß aber auch auf Kritik. Im 2. Jahrhundert setzte sich der Satiriker und Philosophiekritiker Lukian mit dem philosophischen Lehrbetrieb und dem Selbstverständnis der Philosophen auseinander. Ihm missfiel besonders die aus seiner Sicht abwegige, groteske und jämmerliche Lebensweise, die in den asketischen Strömungen angepriesen wurde, und die Scharlatanerie mancher angeblicher Weisheitslehrer. Daher nahm er die Protreptik aufs Korn, in der er eine fragwürdige Propaganda für verschrobene Ideale und sinnlose Bemühungen sah. In den Dialogen Hermotimos und Nigrinos verspottete er die von den Protreptikern angestrebte emphatische Hinwendung zur Philosophie mit ihren emotionalen Begleiterscheinungen. Im Hermotimos gelingt es dem Skeptiker Lykinos, den Stoiker Hermotimos von der Philosophie abzubringen. Somit findet eine umgekehrte Bekehrung statt, die ebenso wie die von der Protreptik herbeigeführten Konversionen vom Betroffenen als Erlösung und Heilung empfunden wird: Zum Schluss bekennt Hermotimos tief bewegt seine Wandlung. Er ist nun gründlich und für immer vom Geschwätz der Philosophen geheilt. Im Nigrinos beschreibt der Erzähler einem Gesprächspartner enthusiastisch seine Bekehrung zur Philosophie bei der Begegnung mit dem Platoniker Nigrinos in Rom. Er schildert die überwältigende Wirkung der Worte des Nigrinos, die in ihm eine anhaltende Ergriffenheit hervorgerufen hat. Der Vorgang ähnelt einem religiösen Erweckungserlebnis. Die Macht dieser Protreptik ist so gewaltig, dass der Dialogpartner des Erzählers im Rahmengespräch beim bloßen Zuhören von der Begeisterung angesteckt und ebenfalls für die Philosophie gewonnen wird. Diesem verblüffenden Effekt entspricht aber das, was man im Dialog inhaltlich von den Ausführungen des gepriesenen Philosophen erfährt, keineswegs, denn Nigrinos hat in Wirklichkeit nur Gemeinplätze dargeboten. Außerdem ist sein werbender Diskurs von selbstverherrlichendem Eigenlob durchtränkt. Durch den Kontrast zwischen dem bescheidenen Niveau der protreptischen Darlegungen und deren unverhältnismäßiger Wirkung auf den Berichterstatter und dessen Zuhörer erzielt der satirische Autor einen parodistischen Effekt: Das Bekehrungserlebnis als Wendepunkt im Leben macht den Eindruck einer lächerlichen, theatralischen Schwärmerei. Abschließend wird der ansteckende Enthusiasmus der Philosophenjünger mit der Tollwut verglichen, die sich durch Bisse immer weiter fortpflanzt. Die Philosophie erscheint somit geradezu als Seuche. Lukian, der diesbezüglich nicht zwischen den verschiedenen Schulrichtungen unterschied, wollte seine Leser vor der Gefahr warnen, der Verführung durch Protreptiker zum Opfer zu fallen. Auch in dem Dialog Der Verkauf der Philosophenleben verspottete er die Eigenwerbung der Philosophen.

### Römische Philosophie und Bildung

#### Republikanische Zeit
In der Zeit der römischen Republik entstanden mehrere lateinische Werke, deren Autoren zu einer philosophischen Einstellung und Lebensweise ermuntern wollten. Der Dichter Ennius, der im späten 3. und frühen 2. Jahrhundert v. Chr. lebte, schrieb einen Protrepticus in Gedichtform, aus dem ein kleines Fragment überliefert ist. Eine protreptische Absicht verfolgte auch Lukrez, der im 1. Jahrhundert v. Chr. in seinem Lehrgedicht De rerum natura für die epikureische Lehre warb. Er betonte den Gegensatz zwischen dem von Angst und Sorge geprägten Leben des unphilosophischen Menschen und der überlegenen Haltung des Weisen. Von Cicero stammt die letzte und bekannteste Protreptik der republikanischen Zeit in lateinischer Sprache, der Dialog Hortensius. Dieses berühmte Werk, das noch im 4. Jahrhundert den jungen Augustinus stark beeinflusste, ist als Ganzes verloren, doch zahlreiche Zitate überliefern Fragmente, die einen Eindruck vom Inhalt vermitteln.
Cicero schrieb den Hortensius 46/45 v. Chr. unter dem Eindruck der damaligen politischen Umwälzungen. Den aktuellen Hintergrund bildete die persönliche Situation des Autors nach der endgültigen Etablierung der Alleinherrschaft Caesars im Römischen Reich. Diese Entwicklung war für Cicero eine Niederlage, die sein staatsmännisches Lebenswerk vernichtete und ihn aus der Politik verdrängte. Die erzwungene Untätigkeit gab ihm den Anstoß zu einer verstärkten Hinwendung zur Philosophie, in der er Trost fand. Der Dialog sollte diese neue, unrömisch wirkende Lebenseinstellung des prominenten Politikers einem skeptischen Publikum plausibel machen. In dem fiktiven, literarisch gestalteten Streitgespräch trat der Autor selbst als Protagonist auf. Er schilderte, wie es ihm gelang, den anfangs als Kritiker auftretenden Redner Hortensius, nach dem der Dialog benannt ist, für die Philosophie zu gewinnen. Gemeint war die Philosophie schlechthin, nicht eine bestimmte Schulrichtung.
Die Kritik der Dialogfigur Hortensius an der Philosophie fiel außerordentlich scharf und leidenschaftlich aus. Er behauptete, dieses Betätigungsfeld sei im Gegensatz zur Rhetorik, die er selbst sein Leben lang gepflegt hatte, nutzlos. Als Lehrmeisterin sei die Philosophie überflüssig, denn zur Belehrung des Menschen genüge die Natur; man brauche nur zu beachten, was die menschliche Natur verlange. Das späte Auftreten der Philosophie in der Geschichte zeige, dass der Mensch nicht auf sie angewiesen sei. Somit sei sie entbehrlich. Die Behauptungen der philosophischen Ethik seien unklar und weltfremd, und es bestehe eine Kluft zwischen Theorie und Praxis. Die Gedankengänge der stoischen Dialektik und der klassischen aristotelischen Logik seien widersprüchlich, paradox und ergebnislos. Dagegen brachte Cicero – einen Gedanken des Aristoteles aufgreifend – vor, die These, man solle nicht philosophieren, sei als Stellungnahme zur Frage, was man tun soll, selbst eine philosophische Aussage. Außerdem machte Cicero geltend, die Kritik an der Logik mache selbst von deren Methoden Gebrauch. Er befand, die Suche nach der Wahrheit sei auch dann wertvoll, wenn sie nicht zum Ziel führe. Nur die Philosophie könne den Menschen von der Todesfurcht befreien und ihn zu der Glückseligkeit führen, die seiner Natur gemäß sei. Ihre angeblich späte Entstehung sei kein stichhaltiger Einwand, denn spät aufgekommen sei nur ihr Name; der Sache nach habe es sie schon viel früher gegeben, und sie sei die treibende Kraft hinter der menschlichen Kulturentwicklung gewesen.
Cicero übernahm von Aristoteles nicht nur den Grundgedanken, dass das der Wissenschaft gewidmete Leben die höchste Daseinsform sei, sondern auch Einzelheiten, Argumente und rhetorische Vergleiche. Seine Eigenleistung bestand vor allem darin, den protreptischen Stoff in Dialogform zu präsentieren. Dafür war ein ganz persönliches Anliegen bestimmend: die Auseinandersetzung mit der Frage, ob die Rhetorik oder die Philosophie den höheren Rang einnehme. Cicero war durch die Überlegenheit seiner Beredsamkeit bis zum Konsulat aufgestiegen und verdankte ihr seinen Ruhm; nach seinem Scheitern und der politischen Resignation entschied er sich für den Vorrang der philosophischen Lebensform und versuchte dieser persönlichen Entscheidung im Hortensius eine objektive Begründung zu geben. Bezeichnenderweise ließ er das fiktive Gespräch im Jahr 62 oder 61 v. Chr. stattfinden, also zu der Zeit, als er auf der Höhe seines Ruhms stand, unangefochten als Retter des Vaterlandes gelten konnte und frei von äußerem Druck war. So konnte seine 46/45 v. Chr. verfasste Darstellung den Eindruck erwecken, er habe nicht aus Mangel an Alternativen, sondern aus innerster Überzeugung der philosophischen Kontemplation den Vorzug gegenüber Macht und Ruhm gegeben.

#### Kaiserzeit
Auch die römische Kaiserzeit brachte eine Reihe von lateinischen Schriften hervor, deren Zweck die Werbung für ein philosophisches Leben war oder die zumindest protreptische Züge aufweisen. Der Geschichtsschreiber Sueton berichtet, Kaiser Augustus habe Aufforderungen zur Philosophie (Hortationes ad philosophiam) verfasst. Die verlorenen Ermahnungen (Exhortationes) des Stoikers Seneca propagierten ein philosophisches Leben im Sinne der Stoa, und auch in vielen Briefen Senecas an seinen Freund Lucilius ist diese Thematik präsent. Im neunzigsten Brief setzt er sich mit der Auffassung des Poseidonios auseinander.
Das bedeutendste spätantike Werk mit protreptischer Ausrichtung ist der in den zwanziger Jahren des sechsten Jahrhunderts verfasste Trost der Philosophie des Politikers, Gelehrten und neuplatonischen Philosophen Boethius. Dieses Prosimetrum, das im Mittelalter zu einem der meistgelesenen und meistkommentierten Texte wurde, ist ein Dialog zwischen dem Autor und der personifizierten Philosophie, die ihn tröstet und belehrt. Boethius war zwar Christ, verzichtete aber in diesem philosophischen Werk weitgehend auf christliche Bezüge.
In nichtphilosophischem Zusammenhang erscheint der Ausdruck protreptisch im Titel des Gedichts Liber protrepticus ad nepotem (Ermutigendes Buch an den Enkel), das der Dichter Ausonius in der Zeit zwischen 379 und 383 verfasste. In den hundert Hexametern wendete sich Ausonius in spielerischem Ton an seinen gleichnamigen Enkel, einen Schuljungen, um ihn zu Bildungsbemühungen anzuspornen.

### Christentum
In der frühchristlichen Literatur zählte das Bestreben, pagane Leser zum Christentum zu bekehren oder Gemeindemitglieder zu einer konsequent christlichen Haltung und Lebensweise zu ermutigen, zu den Hauptmotiven der Kirchenschriftsteller. Wie in der Philosophie kam es darauf an, das Lesepublikum zur Entscheidung für einen neuen Lebensweg zu bewegen oder in einem solchen Entschluss zu bestärken. Daher lehnten sich die literarischen Mittel der Missionstätigkeit und der Belehrung über den Glauben oft an das Vorbild der philosophischen Protreptik an. Den gebildeten Kirchenvätern war die protreptische Tradition, insbesondere Ciceros Dialog Hortensius, vertraut. In einer beträchtlichen Anzahl von Erzeugnissen der antiken christlichen Literatur, insbesondere der Apologetik, kommen protreptische Elemente vor, die oft mit paränetischen verwoben sind.
Deutlich erkennbar ist die Nachahmung Ciceros bei dem Apologeten Minucius Felix, der wohl in der ersten Hälfte des 3. Jahrhunderts den Dialog Octavius schrieb. Hier führen der Heide Caecilius und der Christ Octavius ein Streitgespräch über die christliche Religion, in dem auf eine Stellungnahme des Heiden eine mehr als doppelt so lange des Christen folgt. Der Heide vertritt erkenntnistheoretisch eine skeptische Position; er hält es für eine Anmaßung, ein sicheres Urteil über Gott und die Schöpfung zu beanspruchen, und zieht die Möglichkeit einer gänzlich dem Zufall unterworfenen Welt in Betracht. In metaphysischen Fragen sei die philosophisch angemessene Haltung der Zweifel. Da Caecilius aber ein konservativer Römer ist, will er an der religiösen Lehre und Praxis seiner Vorfahren festhalten. Sein Bild von den Christen ist von haltlosen Gerüchten geprägt. Octavius antwortet mit der Skizzierung einer christlichen Metaphysik auf der Grundlage einer rational verfahrenden Theologie. Zur Widerlegung der Annahme, die Lebewesen seien zufällige Zusammensetzungen von Elementen, trägt er einen teleologischen Gottesbeweis vor. Er behauptet, aus der Ordnung in der Natur und der Gesetzmäßigkeit der natürlichen Abläufe sowie aus den Erkenntniskräften des Menschen lasse sich eine vollkommene Vernunft als Ursache dieser Gegebenheiten erschließen. Gegen die Begründung der traditionellen Kultpraxis mit dem Hinweis auf die römische Weltmacht, die auf die Gunst der Götter zurückzuführen sei, wendet er historisch argumentierend ein, die politischen und militärischen Erfolge der Römer seien Ergebnisse des von ihnen begangenen Unrechts. Es gelingt Octavius, seinen Gesprächspartner davon zu überzeugen, dass philosophische Einsicht und christliche Lehre miteinander konvergieren. – Minucius Felix wandte sich mit diesem Werk an Leser aus der gebildeten Oberschicht, um sie für das Christentum zu gewinnen. Daher orientierte er sich am traditionellen philosophischen Diskurs und verzichtete darauf, sich auf die Autorität der christlichen Offenbarung zu berufen, denn er wollte bei seinem paganen Zielpublikum keinen Anstoß erregen. Aus diesem Grund war die Basis seiner Ausführungen schmal; wesentliche Inhalte und Anliegen des Christentums konnten nicht zur Sprache kommen.
Einige Kirchenschriftsteller übernahmen in den Titeln ihrer Werke den Begriff protreptikos oder dessen lateinisches Äquivalent exhortatio (Ermunterung, Ermahnung). So schrieb Tertullian eine Schrift Über die Ermahnung zur Keuschheit (De exhortatione castitatis) und Origenes eine Aufforderung zum Martyrium (Eis martýrion protreptikós). Der Kirchenvater Clemens von Alexandria bemühte sich mit seiner Werbeschrift an die Griechen (Protreptikós pros héllēnas) um Adressaten, die in der klassischen paganen Bildung verwurzelt, aber für christliches Gedankengut empfänglich waren. In diesem missionarischen Werk polemisierte Clemens gegen die paganen Kulte und setzte sich mit den verschiedenen philosophischen Richtungen auseinander, denen er den christlichen Anspruch auf eine überlegene Weltdeutung entgegenhielt. Die Lehren der paganen Philosophen kritisierte er als unzulänglich. Zwar billigte er manchen dieser Denker – insbesondere Platon – zu, Spuren und Elemente der Wahrheit erkannt zu haben, doch er betrachtete ihre Theorien als überholt und erklärte, man brauche sich nicht mehr mit ihnen zu beschäftigen, da nun dank der göttlichen Offenbarung in Christus die absolute Wahrheit enthüllt sei. Wie schon Philon von Larisa und Epiktet fasste Clemens den Protreptiker als Therapeuten auf und verglich ihn mit einem Arzt, da er ein Heiler der Seele sei.

## Forschung

### Die Rekonstruktionsbemühungen
Die moderne Forschung richtete ihre Aufmerksamkeit zunächst vor allem auf die verlorenen Werke des Aristoteles und Ciceros. Ingram Bywater entdeckte im Protreptikos des Iamblichos aristotelisches Gedankengut und Wortmaterial und trug 1869 die Hypothese vor, die Protreptik des Aristoteles sei die Quelle eines umfangreichen Teils der Schrift des Neuplatonikers. Diese Annahme fand viel Anklang und bewirkte ein Anschwellen der Sammlungen von Aristoteles-Fragmenten. An Bywaters Ergebnisse knüpfte 1923 Werner Jaeger an. Er meinte aus den Fragmenten des aristotelischen Protreptikos bei Iamblichos das Bild einer frühen Phase in der Entwicklung der Philosophie des Aristoteles gewinnen zu können. Dagegen erhob Hans-Georg Gadamer 1927 aus hermeneutischer Sicht den Einwand, ein Protreptikos sei keine Ethik, „auch nicht die Urform einer solchen“. Man solle darin keine philosophische Position suchen, „sondern die Position der Philosophie selbst“. Aristoteles habe seinen Lesern keine Vorentscheidung für eine bestimmte Lehre nahelegen wollen. Vielmehr habe er seine Aufgabe darin gesehen, das den verschiedenen Richtungen Gemeinsame auf allgemeinverständliche Weise anzupreisen.
In der Jaeger folgenden Forschung wurde der Text des Iamblichos weitgehend mit dem des Aristoteles gleichgesetzt und auf dieser Grundlage die Philosophie des aristotelischen Proteptikos hypothetisch erschlossen. Einflussreich war die Arbeit von Ingemar Düring, der 1961 versuchte, den Aufbau des verlorenen Werks zu rekonstruieren.
In neueren Untersuchungen wird zwar weiterhin davon ausgegangen, dass Iamblichos die aristotelische Schrift stark benutzt und oft auch deren Wortmaterial übernommen hat, aber über die Frage der Rekonstruierbarkeit gehen die Meinungen weit auseinander. Die Ergebnisse neuer Rekonstruktionsversuche von Anton-Hermann Chroust (1964) und Gerhart Schneeweiß (1966, 2005) unterscheiden sich gravierend sowohl untereinander als auch von Dürings Befund. Daraus folgert Hellmut Flashar (2006), dass eine skeptische Einschätzung des Werts solcher Hypothesen angebracht sei. Wesentlich optimistischer sind Douglas S. Hutchinson und Monte Ransome Johnson (2005), die Bywaters Einschätzung für im Wesentlichen korrekt halten und meinen, die Reihenfolge der Textblöcke und damit auch der Themen bei Iamblichos entspreche der des aristotelischen Protreptikos. Sie glauben, man könne mehr als fünfhundert Zeilen dieses Werks aus der Schrift des Neuplatonikers gewinnen. Das hält Flashar für „eine schöne Illusion“.
Die Nachzeichnung der Anlage und Gedankenführung von Ciceros Hortensius begann 1892 mit der Dissertation von Otto Plasberg, der den Aufbau des Dialogs aus den Fragmenten zu rekonstruieren versuchte. Klaus Bringmann urteilte 1971, Plasbergs Arbeit sei „noch immer“ der beste Rekonstruktionsversuch. Im Jahr 1990 publizierten Laila Straume-Zimmermann und Olof Gigon das Ergebnis eines neuen Anlaufs, die Struktur des Werks zu erschließen.

### Die gattungstheoretische Debatte
Neben der Erforschung der einzelnen Quellen setzte schon im späten 19. Jahrhundert die gattungstheoretische Debatte ein, die weiterhin andauert. Die Frage der Begriffsbestimmung und der Abgrenzung von Protreptik und Paränese wird kontrovers diskutiert. Den Anfang machte Paul Hartlich. Er legte 1889 in seiner Dissertation die erste Untersuchung über Protreptik und Paränese als separate Diskursformen mit spezifischen Funktionen und unterschiedlichem Zielpublikum vor. Hartlichs Abgrenzung der beiden Gattungen wurde für die Folgezeit maßgeblich. Sie wirkt bis ins 21. Jahrhundert nach, stößt aber in der neueren Forschung, insbesondere bei Diana Swancutt (2004), auf Widerspruch und wird als unangemessene Vereinfachung kritisiert. Die Auffassung, es gebe eine eigenständige protreptische Gattung, ist heute eine Minderheitsposition. Stark verbreitet ist die gegenteilige Sichtweise, der zufolge die Protreptik nicht als Literaturgattung zu betrachten ist, sondern eher als Typus, Stil oder Funktion. Nach diesem Verständnis erscheint sie als kommunikatives Ziel literarischer Werke unterschiedlicher Art.
Simon Roelof Slings (1981) vertritt eine gemäßigte Variante der Gattungshypothese. Er nimmt die Existenz einer eigenen Literaturgattung Protreptik für das 4. Jahrhundert v. Chr. an und meint, sie sei eher durch den Inhalt als formal abgrenzbar. Slings zählt Texte, die zu einem bestimmten Studium – etwa der Philosophie oder der Rhetorik – anregen sollen, zur Protreptik im engeren Sinn; im weiteren Sinn nennt er alle Texte protreptisch, die auf einen Wandel im Verhalten des Lesers abzielen, beispielsweise auf eine Änderung der politischen Haltung.
Mark D. Jordan (1986) hingegen glaubt nicht, dass es eine nach Form oder Gegenstand abgrenzbare Literaturgattung Protreptik gibt. Für ihn ist das einzige gemeinsame Merkmal aller philosophischen protreptischen Texte eine bestimmte „rhetorische Situation“. Diese entstand – so Jordan – durch die Konkurrenz zwischen verschiedenen Lebenswegen und Schulrichtungen um die Gunst des Publikums. Es ging immer um den Versuch, bei dem Hörer oder Leser im Moment seiner Entscheidung über die Wahl einer Lebensweise einen bestimmten Willens- oder Erkenntniszustand hervorzurufen. Dabei ist allerdings zu beachten, dass zur Erzielung des erwünschten Ergebnisses nicht jedes Mittel eingesetzt werden durfte; rhetorische Überredungskunst, die gezielt Gefühle erzeugt und manipuliert, war bei den meisten Philosophen verpönt.
Neben diesen Ansätzen werden im Forschungsdiskurs weitere Definitionsvorschläge erörtert. Den meisten Begriffsbestimmungen ist gemeinsam, dass Protreptik als kommunikativer Prozess beschrieben wird, dessen Ziel darin besteht, jemanden zur Umkehr zu bewegen oder von einer bestimmten Handlungsweise zu überzeugen.
Sophie Van der Meeren (2002) verteidigt die Auffassung, es gebe eine protreptische Gattung. Deren Einheit beruht ihrer Meinung zufolge sowohl auf formalen als auch auf inhaltlichen Merkmalen. Van der Meeren definiert Protreptiken als Einführungen in die Philosophie, die der persönlichen Praxis oder theoretischer Belehrung dienen und den Hörer oder Leser zur Bekehrung aufrufen, wobei die Philosophie unter dem Gesichtspunkt ihres Zwecks, der Erlangung der Eudaimonie, dargestellt wird. Den Hintergrund bildet das in der Antike gängige Konzept der Philosophie als einer Lebensweise, die konsequent zu verwirklichen ist.
Eine neue Interpretation des Verhältnisses von Protreptik und Paränese hat Diana Swancutt 2004 vorgelegt. Sie hält Hartlichs Unterscheidung von zwei Gattungen für verfehlt. Swancutt assoziiert Paränese mit traditioneller, etablierter, praxisbezogener Bildung und mit dem Bestreben von Gruppen und Individuen, den eigenen Status in einem konservativen Milieu zu festigen oder zu verbessern. Nach diesem Verständnis ist das Zielpublikum der Paränese bereit, sich beraten zu lassen, um im Rahmen einer herkömmlichen Wertordnung erfolgreich zu sein. Im Gegensatz dazu ist Protreptik die unkonventionelle Rhetorik von sozial aufsteigenden Außenseitern und Neuerern, die theoretisches Wissen in den Vordergrund stellen und gängige soziale Normen kritisieren. Damit verbindet sich der Glaube an die Überlegenheit der eigenen Lebensform über die der herrschenden Eliten. Ein markantes Beispiel dafür ist die kynische Protreptik, die sich an das Zielpublikum einer extremen Außenseitergruppe, der Kyniker, richtet und die Funktion einer Rhetorik des kulturellen Widerstands übernimmt.

## Textausgaben, Übersetzungen, Kommentare
- Véronique Boudon (Hrsg.): Galien: Exhortation à l’étude de la médecine. Art médical (= Galien, Band 2). 2. Auflage, Les Belles Lettres, Paris 2002, ISBN 2-251-00483-1, S. 1–146 (kritische Edition mit französischer Übersetzung)
- Hellmut Flashar u. a. (Übersetzer): Aristoteles: Fragmente zu Philosophie, Rhetorik, Poetik, Dichtung (= Aristoteles: Werke in deutscher Übersetzung, Band 20, Teil 1). Wissenschaftliche Buchgesellschaft, Darmstadt 2006, S. 50–72 (Text) und 167–197 (Kommentar)
- Alberto Grilli (Hrsg.): Marco Tullio Cicerone: Ortensio. Pàtron, Bologna 2010, ISBN 978-88-555-3086-6 (kritische Edition der Fragmente mit Einleitung, italienischer Übersetzung und Kommentar)
- Claude Mondésert (Hrsg.): Clément d’Alexandrie: Le Protreptique (= Sources Chrétiennes, Nr. 2 bis). 2., überarbeitete Auflage, Les Éditions du Cerf, Paris 2004, ISBN 2-204-07625-2 (kritische Edition mit französischer Übersetzung; Nachdruck)
- Édouard des Places (Hrsg.): Jamblique: Protreptique. Les Belles Lettres, Paris 1989, ISBN 2-251-00397-5 (kritische Edition mit französischer Übersetzung)
- Gerhart Schneeweiß (Hrsg.): Aristoteles: Protreptikos. Hinführung zur Philosophie. Wissenschaftliche Buchgesellschaft, Darmstadt 2005, ISBN 3-534-16472-5 (kritische Edition der Fragmente mit Einleitung, Übersetzung und Kommentar)
- Otto Schönberger (Übersetzer): Iamblichos: Aufruf zur Philosophie. Erste deutsche Gesamtübersetzung. Mit zweisprachiger Ausgabe von Ciceros »Hortensius«. Königshausen + Neumann, Würzburg 1984, ISBN 3-88479-143-5
- Laila Straume-Zimmermann, Ferdinand Broemser, Olof Gigon (Hrsg.): Marcus Tullius Cicero: Hortensius. Lucullus. Academici libri. Artemis, München/Zürich 1990, ISBN 3-7608-1657-6, S. 6–111 (unkritische Textausgabe und Übersetzung) und 327–370 (Untersuchung)
- Sophie Van der Meeren (Hrsg.): Exhortation à la philosophie. Le dossier grec. Aristote. Les Belles Lettres, Paris 2011, ISBN 978-2-251-74210-6 (Einleitung, griechischer Text der Fragmente, französische Übersetzung und Kommentar)